# Senouque Spurs
Die Senouque Spurs sind rund 1250 m hohe Gebirgskämme auf der antarktischen Alexander-I.-Insel. Sie erstrecken sich von den Rouen Mountains in nordwestlicher Richtung zum Bongrain-Piedmont-Gletscher.
Erste Luftaufnahmen entstanden 1947 bei der Ronne Antarctic Research Expedition (1947–1948) unter der Leitung des US-amerikanischen Polarforschers Finn Ronne. Diese Aufnahmen dienten 1959 dem Falkland Islands Dependencies Survey der Kartierung. Der British Antarctic Survey nahm zwischen 1975 und 1976 Vermessungen vor. Das UK Antarctic Place-Names Committee benannte die Gebirgskämme 1980 nach dem französischen Astronomen Albert Senouque (1882–1970), Magnetologe und Fotograf der Fünften Französischen Antarktisexpedition (1908–1910) unter der Leitung des Polarforschers Jean-Baptiste Charcot.